# Míčovna (Versailles)
Míčovna ve Versailles (francouzsky Salle du Jeu de Paume) je míčovna ve městě Versailles, kde se před vypuknutím Velké francouzské revoluce konala tzv. přísaha v míčovně. Sál se nachází v dnešní ulici Rue du Jeu-de-Paume. Jedná se o bývalou sportovní halu ze 17. století určenou pro míčovou hru jeu de paume.

## Historie
Míčovnu postavil v roce 1686 architekt Nicolas Creté pro Ludvíka XIV.
Když se 5. května 1789 v Grande Salle des Menu Plaisirs na zámku Versailles setkaly generální stavy, začala ústavní fáze Francouzské revoluce. Ludvík XVI., který měl pravomoc svolat a rozpustit generální stavy, nechal z politických důvodů uzavřít zasedací místnost. Poslanci třetího stavu se prohlásili za Národní shromáždění a potřebovali novou zasedací místnost. Shromáždili se proto mimo zámecký areál v míčovně ve městě. Zde společně s proreformními zástupci šlechty a duchovenstva dne 20. června 1789 složili tzv. přísahu v míčovně.
Míčovna byla opuštěna během Druhého císařství a v roce 1883 přeměněna na muzeum Francouzské revoluce.
Od roku 1848 je stavba chráněná jako historická památka.